# Pijnacker-Nootdorp
Pijnacker-Nootdorp (phát âmⓘ) là một đô thị ngoại ô ở Randstad, Hà Lan, tỉnh Zuid-Holland. Đô thị này có diện tích 38,60 km² (trong đó có 0,95 km² mặt nước).
Đô thị Pijnacker-Nootdorp gồm các thị xã, thị trấn trấn và làng: Delfgauw, Nootdorp, Oude Leede, Pijnacker và một phần của Ypenburg. Đây là kết quả của việc sáp nhập các đô thị Pijnacker và Nootdorp 2002, với một số khu vực được sáp nhập vào Den Haag.
Nootdorp được kết nối với Den Haag qua hệ thống giao thông công cộng Randstadrail (xe điện) và tàu điện. Pijnacker nằm sát với Delft.

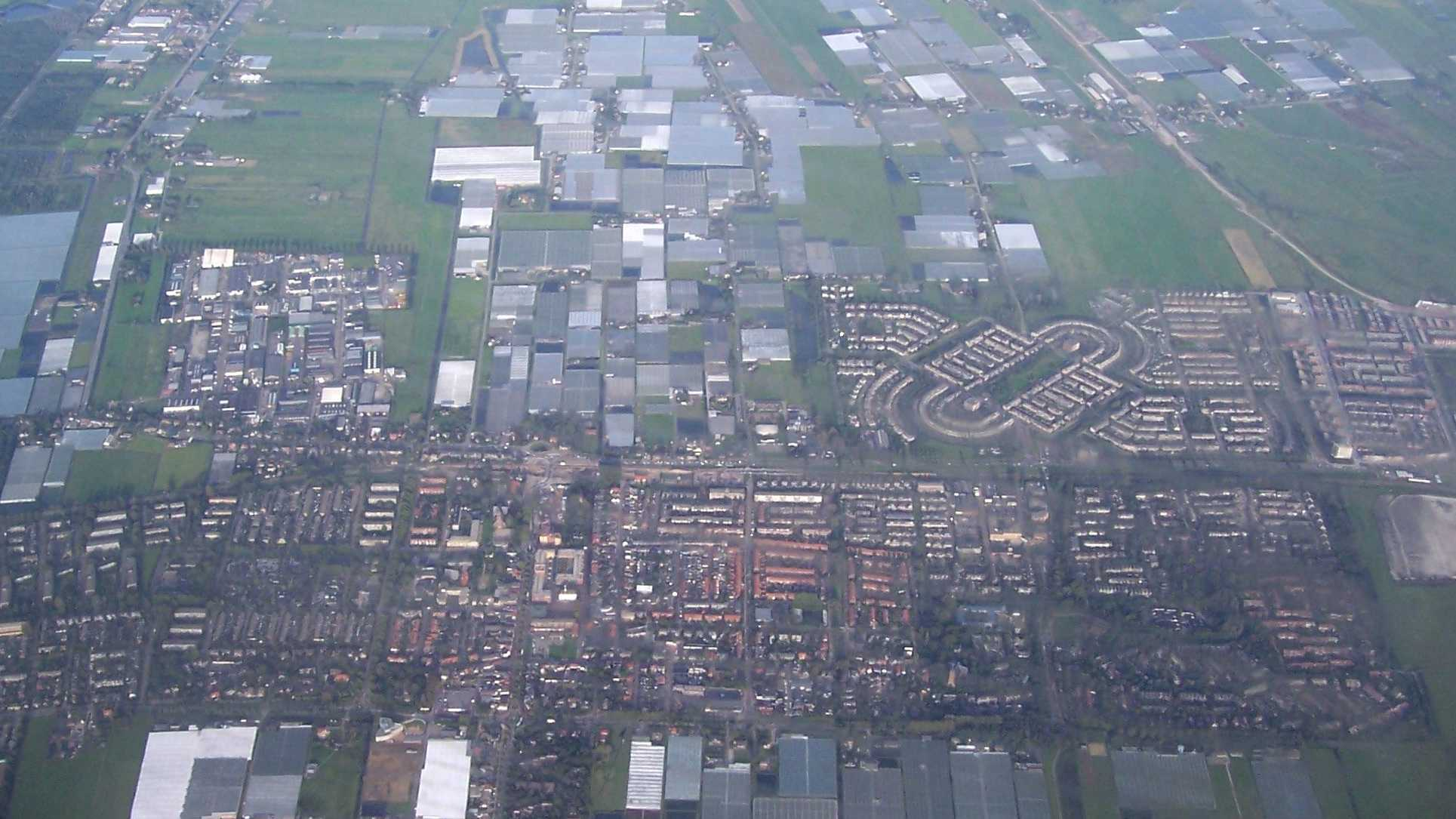
Pijnacker từ trên cao.